# Goudi Olympic Hall
Koordinaten: 37° 59′ 9,8″ N, 23° 46′ 29,5″ O
Die Goudi Olympic Hall war eine Sportstätte, die für die Olympischen Sommerspiele 2004 im Athener Stadtviertel Goudi errichtet wurde.

## Daten
Die Anlage wurde am 31. März 2004 fertiggestellt und offiziell am 31. Juli 2004 eröffnet. Die Goudi Olympic Hall gehört neben dem Olympic Modern Pentathlon Centre zum Goudi Olympic Complex. Die Gesamtfläche des Komplexes beträgt 231.700 m². Der Komplex liegt im östlichen Stadtzentrum von Athen (28,5 km vom olympischen Dorf entfernt). In der Goudi Olympic Hall fanden die Badminton-Wettkämpfe sowie die Schieß- und Fechtwettbewerbe des Modernen Fünfkampfs statt. Die Zuschauerkapazität betrug 4.100 (Badminton) bzw. 3.000 (Moderner Fünfkampf) Sitzplätze.

## Nutzung nach Olympia
Nach den Olympischen Spielen zog in das Areal das Badminton Theater.